# Khomein
Khomein (en persa خمین) és una ciutat situada al centre de l'Iran, a la província de Markazi, a uns 160 km de Qom i 350 km de la capital Teheran. L'any 2005 tenia una població estimada d'uns 76.000 habitants.
En aquesta ciutat va néixer, l'any 1902, Ruhollah Mousavi, que seria conegut com a gran aiatol·là Ruhol·lah Khomeini, líder de la Revolució Islàmica Iraniana que va acabar amb la monarquia prooocidental del xa Mohammad Reza Pahlavi. La casa on va néixer és un dels monuments històrics més importants i visitats de Khomein.